# کانی‌سفید (دیواندره)
کانی‌سفید یک روستا در ایران است که در دهستان چهل چشمه واقع شده‌است. کانی‌سفید ۴۷۷ نفر جمعیت دارد.